# Baardhoningvogel
De baardhoningvogel (Dicaeum annae) is een zangvogel uit de familie Dicaeidae (bastaardhoningvogels).

## Verspreiding en leefgebied
Deze soort is endemisch op de Kleine Soenda-eilanden.